# Zotto
Zotto (również Zotton lub Zottone) (zm. ok. 590) – był dowódcą wojskowym (łaciński dux) Longobardów w regionie Mezzogiorno. Jest uważany za założyciela księstwa Benewentu ok. 570 i jego pierwszego władcę.
Wraz ze swymi oddziałami przedostał się w sierpniu 570 do Kampanii, gdzie walczył z Bizantyjczykami, których regularnie zwyciężał. Założył obóz w Benewencie, który stał się stolicą nowego księstwa. Próbował przejąć Neapol, lecz bez powodzenia i musiał porzucić jego oblężenie w 581.
Jako książę nie do końca pozostał niezależny. Północ półwyspu była pod kontrolą króla Longobardów Alboina, który miał słabe wpływy na południu. W końcu poddał się pod władzę królewską w 589.
Zmarł około 590, a następcą został Arechis, wyznaczony przez króla Agilulfa.